# Massepha ambialis
Massepha ambialis là một loài bướm đêm trong họ Crambidae.